# Tulostoma fulvellum
Tulostoma fulvellum es una especie de hongo del género Tulostoma, de la familia Agaricaceae, orden Agaricales. Fue descrita por Bres. En japonés se le conoce como Tanemi-Keshibouzu-take que hace alusión a la forma de las basidiosporas piriformes que se asemejan a las semillas de las manzanas. 

## Distribución
Se han descrito en Alemania, Francia, Italia, España, Suiza y Japón. Se ubican en basidiomas solitarios, entre musgos, especialmente Thuidium kanedae o en suelos arcillosos húmedos en zonas de roca caliza. En Europa ha sido descrita en suelos arcillo-arenosos, mientras que en Japón se ha encontrado en rocas calizas cubiertas con un musgo no calcífilo.

## Descripción
El saco de esporas suele ser globoso de 7 a 10 milímetros (0,3 a 0,4 plg) de ancho y de 8 a 12 milímetros (0,3 a 0,5 plg) de alto. El exoperidio es de color marrón oscuro, usualmente entremesclada con arena y tierra, desprendiéndose en pequeños fragmentos irregulares o casi en su totalidad desde la parte superior. El endoperidio es amarillento o a veces marrón, algo papiráceo cuando está seco. El ostiolo es redondo a elíptico, fimbriado, plano, notoriamente más claro que el endoperidio. La especie también se distingue por tener un endoperidio escamoso hifal y un exoperidio que permanece largo en el saco de esporas.
La gleba comienza de color blanquecina y se vuelve color canela cuando madura. La estipe es de color marrón, cilíndrico, de 30 a 60 milímetros (1,2 a 2,4 plg) × 3 a 5 milímetros (0,1 a 0,2 plg), con una superficie escamosa a rugosa, con un bulbo micelial basal visible en la base. Las basidiosporas tiene forma de lágrima, lisas, con un apículo en forma de collar de botella y de 2,4 a 3,6 micras (0 a 0 mm) de diámetro excluyendo el ápice. El capilicio suele algo ocráceo, ramificado, septado, de paredes gruesas, e hinchada en los septos.